# Les Vies de Loulou (film, 1990)
Pour l’article homonyme, voir Les Vies de Loulou.
Pour plus de détails, voir Fiche technique et Distribution.
Les Vies de Loulou (espagnol : Las edades de Lulú) est un film érotique italo-espagnol de Bigas Luna sorti en 1990. Il met en vedette Francesca Neri, Óscar Ladoire, María Barranco et Javier Bardem. Il est adapté du roman homonyme d'Almudena Grandes. Le film traite de la nature, de la vie et de l'éveil sexuel des personnages à Madrid.

## Synopsis
Lulú qui a quinze ans est séduite par Pablo, le meilleur ami de son frère Marcelo, qui part travailler aux États-Unis. Lulú espère depuis des années que Pablo va revenir dans sa vie. Lorsqu'il revient, il lui fait sa demande en mariage. Pablo et Lulú ont une relation passionnée, développant un goût pour les jeux sexuels.

## Fiche technique
- Titre en français : Les Vies de Loulou
- Titre original : Las edades de Lulú
- Réalisation : Bigas Luna
- Scénario : Bigas Luna et Almudena Grandes d'après son roman Les Vies de Loulou
- Production : Andrés Vicente Gómez
- Musique : Carlos Segarra
- Montage : Pablo González del Amo
- Date de sortie : 1990
- Durée : 96 minutes
- Langue : espagnol
- Pays de production :  Espagne,  Italie

## Distribution
- Francesca Neri : Lulú
- Óscar Ladoire : Pablo
- María Barranco : Ely
- Javier Bardem : Jimmy
- Fernando Guillén Cuervo : Marcelo
- Rosana Pastor : Chelo
- Juan Graell : Remy
- Rodrigo Valverde : Pablito
- Pilar Bardem : Encarna
- Marta May : la mère de Lulú
- Gloria Rodriguez : Cristina
- Ángel Jovè : Alicantino
- Ainara Pérez : Lulú enfant
- Juan Sala : le père de Lulú
- Pepa Serrano : Flamenca

## Production
Le film est une adaptation du best-seller du même nom écrit par Almudena Grandes. Ángela Molina, pressentie pour le rôle principal, se serait retirée quand elle a appris de façon explicite les scènes de sexe.
Neri est doublée en espagnol par une autre actrice.

## Réception
Les Vies de Loulou a reçu le Rotten Tomatoes pour des taux d'audience de 57 % sur la Tomatometer, par les membres du site.
Le film a été listé comme le quatrième film sur cinquante des plus Sexy Film Moments.
María Barranco a remporté le Prix Goya du meilleur second rôle féminin pour son rôle d'une femme trans prostituée.

## Médias
Les Vies de Loulou est sorti sur DVD chez Umbrella Entertainment en décembre 2011. Le DVD est compatible avec le code de région 4.